# Straholissea, Ivankiv
Straholissea (în ucraineană Страхолісся) este localitatea de reședință a comunei Straholissea din raionul Ivankiv, regiunea Kiev, Ucraina.

## Demografie
Componența lingvistică a localității Straholissea
     Ucraineană (97,78%)
     Rusă (2,08%)
     Alte limbi (0,14%)
Conform recensământului din 2001, majoritatea populației localității Straholissea era vorbitoare de ucraineană (97,78%), existând în minoritate și vorbitori de rusă (2,08%).